# 呉一島
呉 一島（ご いっとう、オ・イルド、오일도、1901年陰暦2月24日 - 1946年2月28日）は朝鮮の詩人。本名は呉熙秉（오희병）。号は一島。詩誌『詩苑』の発行に尽力し、朝鮮の詩文学に貢献する。自身も豊かな自然を叙情的に吟じた。

## 略歴
1901年陰暦2月24日、楽安呉氏の集姓村である慶尚北道英陽郡英陽面甘川洞780番地に次男として生まれる。父は楽安呉氏の呉益休、母は義興朴氏。漆原県監呉時俊の10代目の子孫であり、家はたいへん豊かな大地主である。呉は、生まれてすぐ、形式的に祖父の兄弟のところの養子となったが、実際は生家で教育を受ける。14歳まで私塾で漢文を勉強し、1915年に地元の公立普通学校に入学する。成績が優秀であったため、飛び級をして卒業、1918年に上京し、京城第一高等普通学校（現・京畿高等学校）に入学する。また、14歳のとき、同郷の漢陽趙氏の娘、趙畢賢と結婚する。
1922年、京城高校の卒業を待たずに日本に渡る。そして1年ほど学校に通った後、立教大学の哲学科に入学する。夏休みに帰省した後、関東大震災の混乱でしばらく東京に戻れなかったが、1929年に立教大学文学部を卒業し、帰国した。
1931年、ソウルの鍾路区堅志洞に住み、槿花学校に無俸給で1年間教鞭をとった。作品活動もこの頃から始まる。1934年、伯父に私財を貰い、中学洞に詩苑社を建てた。自宅にはほとんど帰らず、詩苑社に寝泊りし、雑誌作りに没頭する。そうして1935年2月、詩誌『詩苑』の創刊号が刊行される。『詩苑』は朝鮮の詩文学の発展に寄与するが、経済的な困難のため8号を出して、休刊となった。呉は表立った反日運動に参加していないが、新幹会の会員であったためか、何度か警察に呼ばれている。1942年、日帝の言論弾圧が日増しに強められる中で、呉は筆を投げて家族を連れて郷里に戻り、引きこもってしまう。
1945年8月15日、朝鮮は解放を迎える。呉も解放を喜び再びソウルへ上京した。親友たちと顔を会わせ、『詩苑』の復刊を模索したが、憂鬱による暴飲で健康を害し、肝硬変を患った。1946年、女子医大病院に入院する。しかし、もう手が付けられない状態であると判断され、呉は長男の家に移ることになる。死ぬ最後まで、詩篇を整理し、遺稿を世に出せるよう力を尽くした。1946年2月28日、夭折する。その遺骸は弥阿里墓地に埋葬された。その後、1961年に京畿道楊州郡陶農の家族の墓に改葬される。
コノテガシワの原生地がある甘川村に位置する呉一島の生家は保存され、詩碑がある呉一島詩公園もある。1991年9月6日、生家は慶尚北道文化財資料第248号に指定された。

## 年譜
- 1901年2月24日 - 慶尚北道英陽郡英陽面甘川洞に生まれる。
- 1915年3月 - 趙畢賢と結婚。
- 1915年4月 - 英陽邑の公立普通学校に入学。
- 1918年 - 京城第一高等普通学校に入学。
- 1921年 - 長男、壎が生まれる。
- 1922年 - 渡日。
- 1923年 - 立教大学哲学部に入学。
- 1925年 - 次男、均が生まれる。
- 1929年 - 立教大学を卒業、帰国。
- 1931年、ソウルの鍾路区堅志洞に住む。
- 1932年 - 槿花学校（現：徳成女子中・高校）の教師を務める。
- 1935年1月 - 『詩苑』を創刊する。
- 1936年 - 松峴洞に引っ越す。
- 1940年 - 鍾路区三清洞に引っ越す。
- 1942年 - 郷里に戻る。
- 1944年 - 長女、蘭田が生まれる。
- 1945年8月 - 東大門区新設洞391番地に住む。
- 1946年 - 肝硬化症で女子医大病院に入院。
- 1946年2月28日 - 夭折。